# Tadeusz Kuczyński (chemik)
Tadeusz Franciszek Kuczyński (ur. 13 maja 1890 w Stanisławowie, zm. 25 czerwca 1945 w Woroszyłowgradzie) – polski chemik.

## Życiorys
W 1909 zdał egzamin dojrzałości w C. K. VIII Gimnazjum we Lwowie (w jego klasie byli Władysław Dajewski, Zygmunt Manowarda). Został profesorem chemii Politechniki Lwowskiej. Kierował Katedrą Technologii Chemicznej I. i Elektrochemii. Pełnił funkcję dziekana Wydziału Chemii. 
W grudniu 1936 otrzymał tytuł profesora zwyczajnego technologii chemicznej i elektrochemii technicznej na Wydziale Chemicznym Politechniki Lwowskiej.
Prowadził badania dla TESP Kałusz. Po zajęciu Lwowa przez sowietów, na początku stycznia 1945 aresztowany i wywieziony do obozu w Krasnodonie, zmarł w szpitalu w Woroszyłowgradzie.
W 1958 „Przemysł Chemiczny” opublikował artykuł Stefana Pawlikowskiego i Marii Kuczyńskiej o profesorze. W stulecie jego urodzin w 1990 w Gliwicach odbyło się spotkanie rocznicowe.
Został uhonorowany w zbiorowym upamiętnieniu chemików polskich na grobowcu prof. dr. Wandy Polaczkowej i Heleny Czarnodolowej (wdów po chemikach) na Cmentarzu Powązkowskim w Warszawie; pod głównym napisem Tu umarli żyją umieszczono dedykację o treści: Oto mogiła chemików, których prochy w latach 1939–45 rozsiane zostały przez wroga nie znalazły miejsca w polskiej ciszy cmentarnej.

## Ordery i odznaczenia
- Złoty Krzyż Zasługi (9 listopada 1931)[6][7]